# Ghilaroviella valiachmedovi
Ghilaroviella valiachmedovi (лат.) — вид губоногих многоножек-костянок из семейства Henicopidae. Таджикистан (Шарак, Муминабад, Хорог, Памир).

## Описание
Мелкие многоножки жёлтого цвета (5—6 мм). Усики 16-члениковые, глаз нет. Лапки ног одночлениковые. Гоноподы самца состоят из 3 члеников. Стернит 1-го туловищного сегмента отделён от коксостернума ногочелюсти стернитом ногочелюстного сегмента. На теле 6 пар стигм (на 3, 5, 8, 10, 12 и 14 сегментах туловища). Суставных шипов на ногах нет, но голени ног 14—15-й пар с коксовентральным шипиком. На задних парах ног находятся коксальные (тазиковые) железы, открывающиеся коксальными порами. Эти поры у самцов располагаются по одной на ногах 12—15-й пар ног.
Вид относится к подсемейству Anopsobiinae. Род был назван в честь основоположника почвенной зоологии академика Меркурия Сергеевича Гилярова.